# إيكاترينا سيليزنيفا
إيكاترينا سيرجيفنا سيليزنيفا (الروسية: Екатери́на Серге́евна Селезнёва ، Yekaterina Sergeyevna Seleznyova ؛ من مواليد 18 مايو 1995 في بوشكينو ، منطقة بوشكينسكي ، موسكو أوبلاست) هي لاعبة جمباز إيقاعية روسية هي بطلة العالم في بطولة العالم للجمباز الإيقاعي 2019. وهي أيضًا بطلة نهائي سباق الجائزة الكبرى لعام 2018 الشاملة والحائزة على الميدالية الذهبية الشاملة في بطولة الجامعات الصيفية لعام 2019. على المستوى الوطني حصلت على الميدالية البرونزية عام 2018 في روسيا.

## حياتها الشخصية
ارتبطت سيليزنيفا مع منظم مضيف البرامج التلفزيونية والصحفي الرياضي الروسي سيرجي جلادون. تزوج الزوجان في 18 أغسطس 2021.

## روابط خارجية
- Ekaterina SELEZNEVA في الاتحاد الدولي للجمباز

- Ekaterina Selezneva profile (بالروسية)
- إيكاترينا سيليزنيفا على إنستغرام